# Okan Buruk
Okan Buruk (Istanboel, 19 oktober 1973) is een Turks voetbaltrainer, momenteel in dienst als hoofdtrainer van Galatasaray en voormalig voetballer die in 2010 zijn actieve loopbaan beëindigde. Als speler was hij een aanvallende middenvelder. Buruk geldt als een van de meest succesvolle spelers en hoofdtrainers in de geschiedenis van Galatasaray.

## Clubcarrière
Okan Buruk begon zijn voetbalcarrière bij de kleine Turkse club Büyükçekmece uit Istanboel. Hier werd hij op 11-jarige leeftijd ontdekt door Galatasaray. Bij de Turkse topclub Galatasaray groeide Buruk uit tot een waardevolle speler van het elftal, dat jarenlang succes zou hebben in Turkije en later ook in Europa door de UEFA-cup en de Supercup te veroveren (beide in het jaar 2000). 

### Galatasaray
Buruk maakte in 1992 deelt uit van het team onder 21 jaar van Turkije dat het jeugdtoernooi van dat jaar won. Buruk speelde een indrukwekkend toernooi en speelde zelfs als aanvoerder. Niet veel later kwam zijn doorbraak bij Galatasaray. In het seizoen 1993/1994 kreeg de speler een zware tegenslag toen hij zijn been brak tegen Trabzonspor tijdens een competitieduel. Buruk was geruime tijd uitgeschakeld. Vanaf het seizoen 1995/1996 maakte Buruk weer deel uit van het elftal van coach Fatih Terim. Terim gebruikte de snelle speler vaak als rechtsbuiten, maar later speelde de oud-international ook centraal op het middenveld.

### Inter
Na ruim tien succesvolle jaren besloot de speler samen met teamgenoot Emre Belözoğlu te vertrekken naar het grote Internazionale uit Italië. Destijds maakte ook de Turkse spits Hakan Şükür deel uit van dat elftal. De daarop volgende jaren waren niet succesvol voor Buruk. De concurrentie was te groot en daardoor kwam de speler regelmatig op de bank te zitten. 

### Terugkeer naar Süper Lig
Na drie seizoenen ging hij terug naar Turkije om te spelen voor aartsrivaal Beşiktaş. Nadat zijn contract afliep, tekende de speler weer bij zijn oude club Galatasaray. Hij sloot zijn carrière uiteindelijk af bij Istanbul Buyuksehir Belediyespor.

## Trainerscarrière
Zijn eerste functie als trainer was als assistent-trainer van Abdullah Avcı tussen 2011 en 2013 bij het Turks voetbalelftal. In 2013 kreeg hij zijn eerste baan als hoofdtrainer bij Elazığspor. Na ervaringen bij verschillende subtoppers won hij op 10 mei 2018 de Turkse voetbalbeker met Akhisar Belediyespor, de eerste in de clubgeschiedenis. Op 5 augustus 2018 won hij de Turkse supercup door te winnen van zijn oude club Galatasaray, eveneens de eerste in de clubgeschiedenis.
In 2019 kwam hij aan het hoofd van Istanbul Başakşehir en pakte de eerste landstitel in de clubgeschiedenis. Zodoende schreef hij driemaal geschiedenis met twee verschillende clubs.

### Galatasaray
Op 23 juni 2022 werd Buruk aangesteld als de nieuwe coach van zijn oude club Galatasaray. In zijn eerste drie seizoenen werd hij landskampioen met Galatasaray. Ook pakte hij de Turkse supercup en de Turkse voetbalbeker.
Onder zijn leiding brak Galatasaray twee records in de Süper Lig. In het seizoen 2023/24 behaalde hij 102 punten; het hoogste aantal in de Turkse geschiedenis. Ook won hij in datzelfde seizoen 17 wedstrijden op rij, wat ook een record was.

## Interlandcarrière
Okan Buruk kwam tot 56 interlands en 8 doelpunten in zijn carrière. Het doelpunt dat hij op 11 juni 2000 in Gelredome in Arnhem maakte tegen Italië tijdens het EK 2000 was de eerste treffer ooit voor Turkije tijdens een eindronde van het Europees Kampioenschap. Hij maakte ook deel uit van het Turks elftal dat in 2002 derde werd op het WK in Japan en Zuid-Korea.

## Erelijst

### Voetbalcarrière
| Competitie          |             |                                                               |             |             |
| Competitie          | Aantal      | Jaren                                                         |             |             |
| Galatasaray         | Galatasaray | Galatasaray                                                   | Galatasaray | Galatasaray |
| ------------------- | ----------- | ------------------------------------------------------------- | ----------- | ----------- |
| Nationaal           |             |                                                               |             |             |
| Süper Lig           | 7×          | 1992/93, 1993/94, 1996/97, 1997/98, 1998/99, 1999/00, 2007/08 |             |             |
| Türkiye Kupası      | 4×          | 1992/93, 1995/96, 1998/99, 1999/00                            |             |             |
| Süper Kupa          | 3×          | 1993, 1996, 1997                                              |             |             |
| Internationaal      |             |                                                               |             |             |
| UEFA Cup            | 1×          | 1999/00                                                       |             |             |
| UEFA Super Cup      | 1×          | 2000                                                          |             |             |
| Beşiktaş            |             |                                                               |             |             |
| Turkse voetbalbeker | 1×          | 2005/06                                                       |             |             |

| Competitie | Winnaar | Winnaar | Runner-up | Runner-up | Derde   | Derde   |
| Competitie | Aantal  | Jaren   | Aantal    | Jaren     | Aantal  | Jaren   |
| Turkije    | Turkije | Turkije | Turkije   | Turkije   | Turkije | Turkije |
| ---------- | ------- | ------- | --------- | --------- | ------- | ------- |
| WK         |         |         |           |           | 1×      | 2002    |

### Trainerscarrière
| Competitie           |                      |                           |                      |                      |
| Competitie           | Aantal               | Jaren                     |                      |                      |
| Akhisar Belediyespor | Akhisar Belediyespor | Akhisar Belediyespor      | Akhisar Belediyespor | Akhisar Belediyespor |
| -------------------- | -------------------- | ------------------------- | -------------------- | -------------------- |
| Turkse voetbalbeker  | 1x                   | 2017/18                   |                      |                      |
| Istanbul Başakşehir  |                      |                           |                      |                      |
| Süper Lig            | 1x                   | 2019/20                   |                      |                      |
| Galatasaray          |                      |                           |                      |                      |
| Süper Lig            | 3x                   | 2022/23, 2023/24, 2024/25 |                      |                      |
| Turkse voetbalbeker  | 1x                   | 2024/25                   |                      |                      |
| Turkse supercup      | 1x                   | 2023                      |                      |                      |